# I fratelli Castiglioni
I fratelli Castiglioni è un film del 1937 diretto da Corrado D'Errico.
È tratto dall'omonima commedia di Alberto Colantuoni.

## Trama
Brianza, 1936. Diversi membri di una famiglia si scoprono eredi di un ricco possidente, dando inizio alla ricerca d'uno smarrito biglietto vincente della lotteria.

## Produzione
Prodotta dalla Roma Film, la pellicola fu girata negli stabilimenti Pisorno di Tirrenia.